# Mademoiselle Du Pin
Louise Jacob de Montfleury, dite Mademoiselle du Pin (ou Dupin), née le 30 mars 1649 et décédée le 8 avril 1709, est une comédienne française connue pour avoir joué les premiers rôles dans la troupe de Molière.

## Biographie
Issue d'une famille de comédiens (son père est Zacharie Jacob, sa sœur aînée est Mademoiselle d'Ennebaut), elle épouse en 1665 un comédien Joseph du Landas, sieur du Pin (ou Dupin), et voyage avec lui en province (Rouen) et à l'étranger (Cour de Hanovre en particulier). De retour à Paris, elle entre (comme sa sœur) dans la Troupe du Marais, dirigée par Molière, en 1672, puis dans la troupe de Guénégaud en 1673, puis en 1680 dans la Troupe des comédiens français du roi qu'on appelle aujourd'hui Comédie-Française et dont elle est la 12e sociétaire.
En 1674, elle (ou était-ce son mari?) est au centre d'une polémique autour de Circé de Thomas Corneille : « En 1674, Dauvilliers et mademoiselle Dupin suscitèrent des troubles au théâtre Guénégaud à propos des frais qu'on voulait faire pour la Circé de Th. Corneille ; leur opposition finit par prendre un tel caractère que la troupe dut expulser Dauvilliers et Dupin avec leurs femmes ; mais ils furent réintégrés peu de temps après. »
Elle crée notamment le rôle de Clarice dans la comédie de Thomas Corneille et Jean Donneau de Visé, le Triomphe des dames (1776). Son mari joue le rôle travesti de la mère du marié, et leur petite fille un rôle d'enfant.
Elle prend sa retraite en 1685 avec une pension de 1 000 livres (son mari avait quitté la troupe en 1680 « à cause de la médiocrité de ses talents », persifle Charles de Fieux Mouhy, mis à la retraite avec une pension de 500 livres). Elle meurt en 1709.
Les commentaires sur son talent sont parfois acerbes : « Elle était belle et bien faite mais elle grasseyait et parlait du nez », rapporte Théâtre de Messieurs de Montfleury, ou louangeurs : elle était l'une des deux « meilleures de la troupe de l'hôtel de Guénégaud », selon  Gustave Desnoireterres. L'un des premiers historiens du théâtre, Pierre-David Lemazurier cite un méchant quatrain qui circulait à son propos pour expliquer son succès: 
Elle aime les plaisirs, et veut qu'ils soient secrets :

Du moindre petit bruit son fier honneur s'offense.

Elle a beau désirer des amants bien discrets ;

Elle en a trop pour sauver l'apparence.